# Le Plessis-Lastelle
Le Plessis-Lastelle ist eine französische Gemeinde mit 238 Einwohnern (Stand: 1. Januar 2022) im Département Manche in der Region Normandie (vor 2016: Basse-Normandie). Die Gemeinde gehört zum Arrondissement Coutances und zum Kanton Créances. Die Einwohner werden Plessirions genannt.

## Geographie
Le Plessis-Lastelle liegt etwa 30 Kilometer nordwestlich von Saint-Lô. Umgeben wird Le Plessis-Lastelle von den Nachbargemeinden Montsenelle im Westen, Norden und Nordosten, Gorges im Osten und Süden, Laulne im Süden und Südwesten sowie Vesly im Westen und Südwesten.

## Geschichte
1964 wurden die Ortschaften Le Plessis und Lastelle, bis dahin eigenständig, zu einer Gemeinde mit dem heutigen Namen zusammengeschlossen. 

## Bevölkerungsentwicklung
| 1962                       | 1968 | 1975 | 1982 | 1990 | 1999 | 2006 | 2013 | 2018 |
| -------------------------- | ---- | ---- | ---- | ---- | ---- | ---- | ---- | ---- |
| 367                        | 330  | 295  | 279  | 266  | 281  | 245  | 252  | 237  |
| Quellen: Cassini und INSEE |      |      |      |      |      |      |      |      |

## Sehenswürdigkeiten
- Kirche Saint-Jean-Baptiste in Le Plessis
- Kirche Saint-Sébastien in Lastelle
- Kapelle Sainte-Anne
- Schloss La Mine
- Reste des alten Donjons

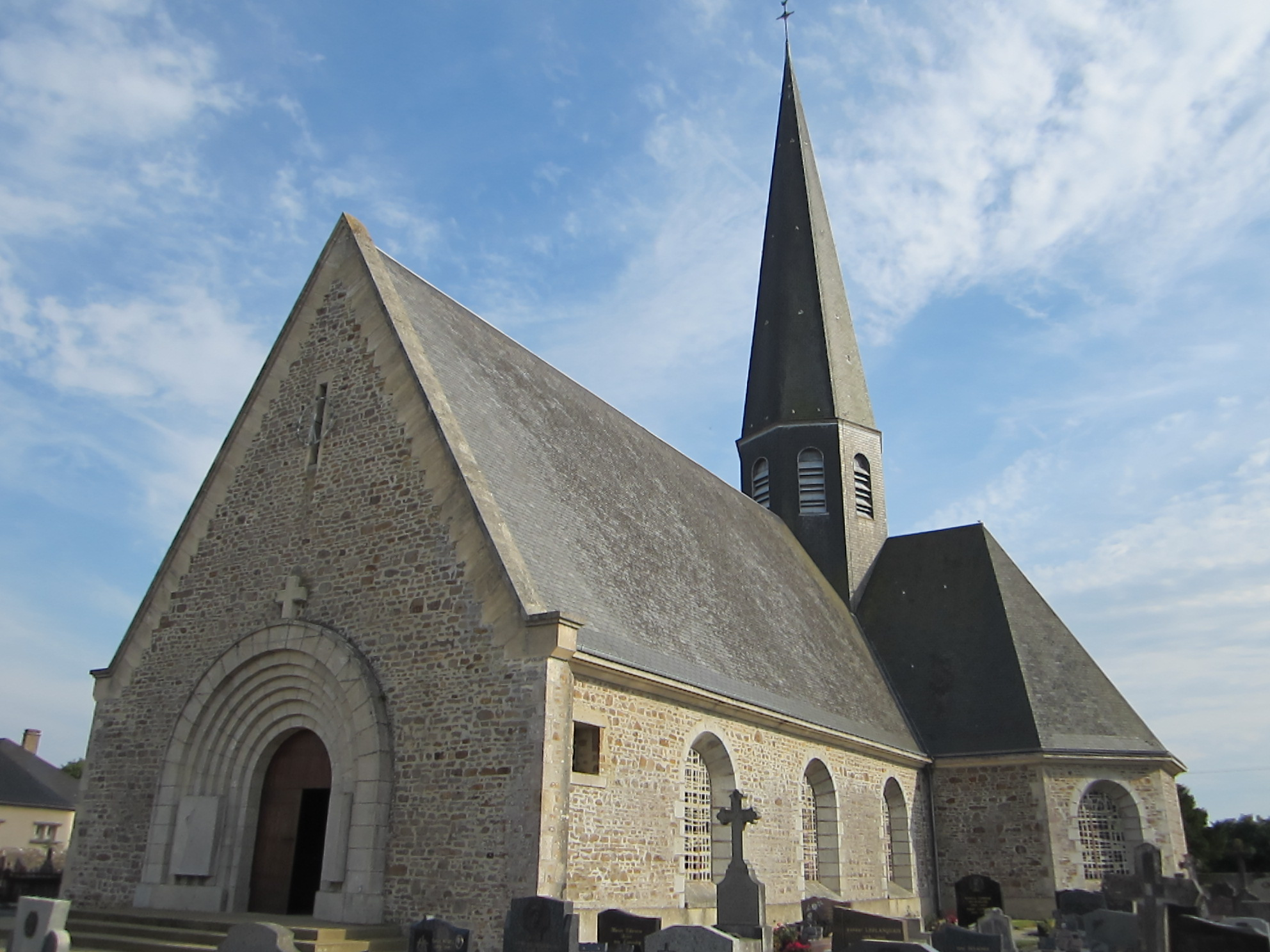
Kirche Saint-Jean-Baptiste
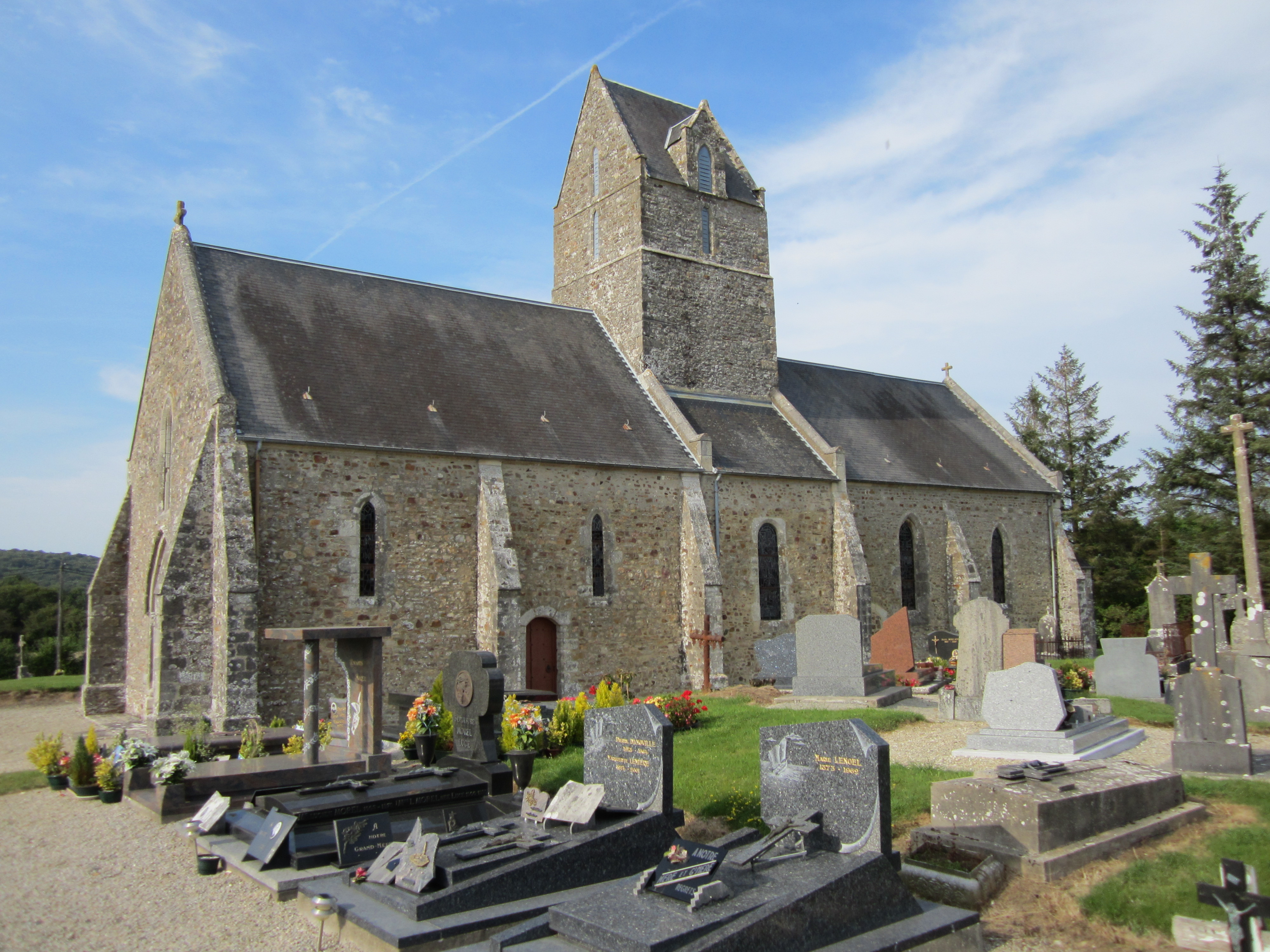
Kirche Saint-Sébastien
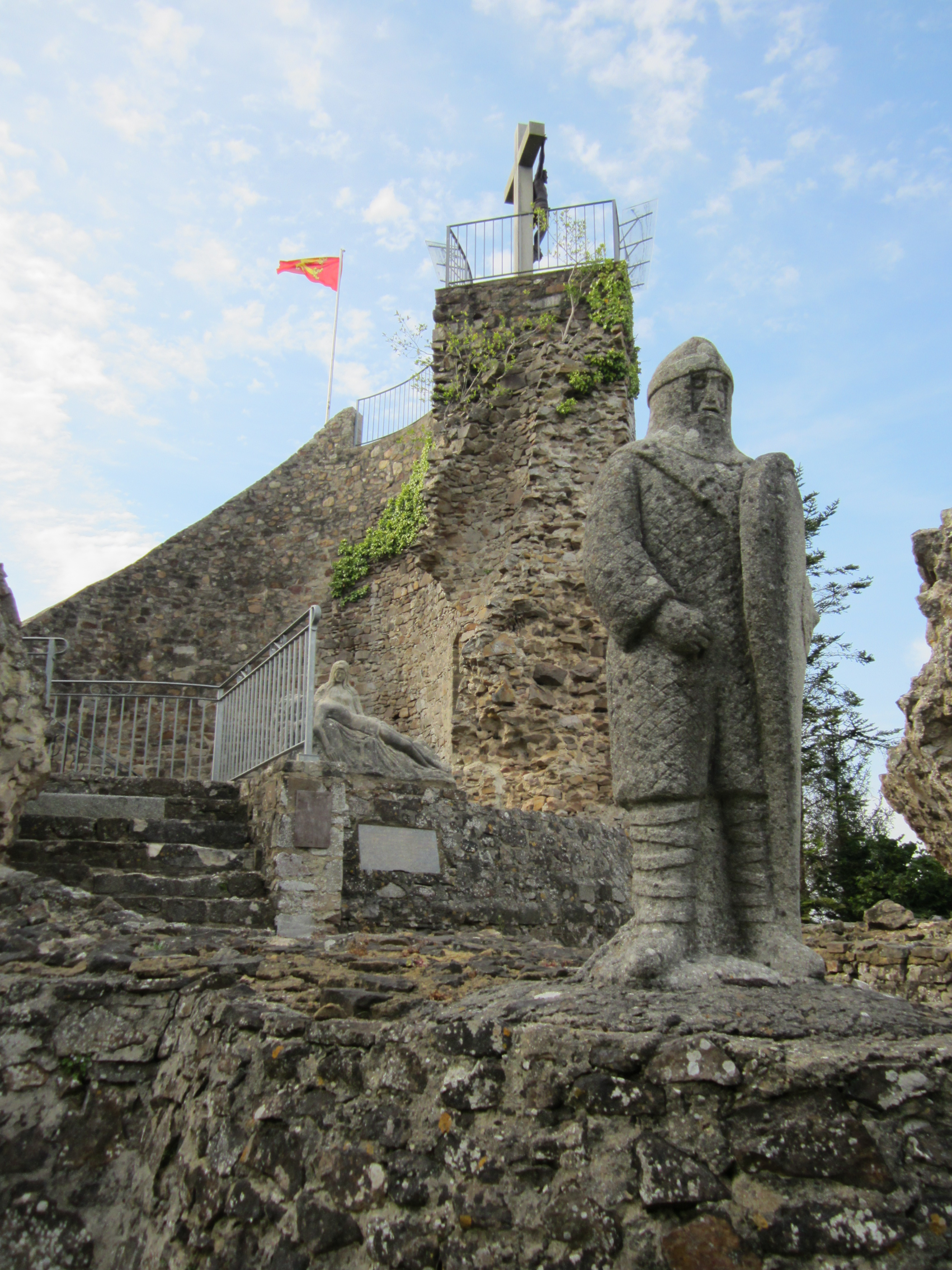
Reste des alten Donjons